# Jessica Ginkel

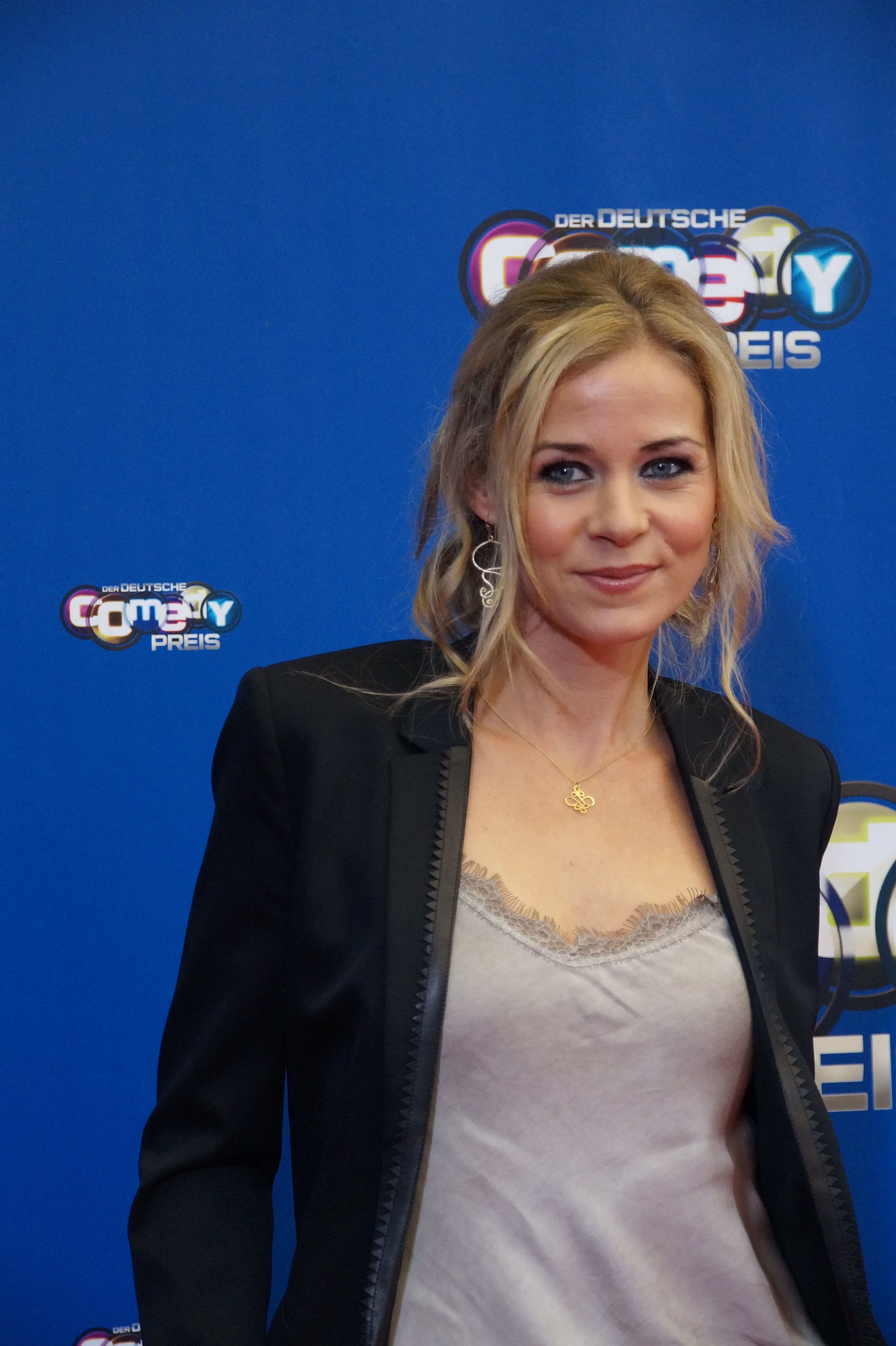
Jessica Ginkel beim Comedypreis 2016

Jessica Ginkel (* 12. August 1980 in West-Berlin) ist eine deutsche Schauspielerin.

## Leben und Karriere
Ginkel, in Berlin-Spandau geboren, studierte vor ihrer Schauspielkarriere Grundschulpädagogik. Neben dem Studium arbeitete sie als Model, Hostess und Komparsin.
Auf der Jugendmesse YOU wurde sie 2005 entdeckt und zum Casting der RTL-Daily-Soap Gute Zeiten, schlechte Zeiten eingeladen. Ab April 2006 spielte sie darin die Rolle der Caroline Neustädter, am 27. Juli 2009 gab sie ihren Ausstieg bekannt. Von Juli 2010 bis zum Ende der Serie im April 2011 stand sie für die Protagonistenrolle der ZDF-Telenovela Lena – Liebe meines Lebens vor der Kamera. In der RTL-Serie Der Lehrer spielte sie von 2013 bis 2019 an der Seite von Hendrik Duryn. In der Kinofassung des Kurzfilms On Air war sie als Tara zu sehen.
Ginkel lebt in Berlin. Sie war von 2008 bis 2010 mit dem Schauspielkollegen Oliver Bender liiert. Seit 2018 ist sie mit ihrem Schauspielkollegen Daniel Fehlow verheiratet, mit dem sie seit 2012 zusammen ist und der auch der Vater ihrer beiden Kinder (2015 und 2018 geboren) ist.

## Filmografie (Auswahl)
- 2006–2009: Gute Zeiten, schlechte Zeiten (Fernsehserie, Episoden 3463–4338)
- 2007: Stille Post (Kurzfilm)
- 2008: Marie Brand und der Charme des Bösen (Fernsehfilm)
- 2009: Oh Shit! (Fernsehfilm)
- 2010: Ein anderes Thema (Kurzfilm)
- 2010: Ein Fall für zwei – Verlust (Fernsehserie)
- 2010, 2013: Alarm für Cobra 11 – Die Autobahnpolizei (Fernsehserie, zwei Episoden)
- 2010–2011: Lena – Liebe meines Lebens (Fernsehserie, 180 Episoden)
- 2012: Radio Silence – Der Tod hört mit
- 2013: IK1 – Touristen in Gefahr – Kambodscha (Fernsehserie)
- 2013: Turbo & Tacho (Fernsehfilm)
- 2013–2019: Der Lehrer (Fernsehserie, 66 Episoden)
- 2014: Heldt – Die zersägte Jungfrau (Fernsehserie)
- 2014: Das Traumschiff – Perth (Fernsehfilm)
- 2017: Die Bergretter – Tödliche Abgründe (Fernsehserie)
- 2018: Cecelia Ahern – Dich zu lieben (Fernsehfilm)
- 2019: Inga Lindström – Familienfest in Sommerby (Fernsehserie)
- 2020: In aller Freundschaft – Tiefe Wunden (Fernsehserie)
- 2021: Buchstaben Battle – Episode 34-36 (Fernsehserie)
- seit 2021: Die Eifelpraxis (Fernsehreihe)
- 2022: Nachricht von Mama (Fernsehserie)
- 2022: SOKO Köln – Party bis zum bitteren Ende (Fernsehserie)
- 2023: Bettys Diagnose – Gefühlschaos (Fernsehserie)
- 2023: Mein Mann kann (Fernsehshow)
- 2024: Morden im Norden – Frauenabend (Fernsehserie)
- seit 2024: Behringer und die Toten – Ein Bamberg-Krimi
  - 2024: Feuerteufel
  - 2024: Fuchsjagd
  - 2025: Antoniusfeuer
  - 2025: Romeo